# Flaxieu

Flaxieu este o comună în departamentul Ain din estul Franței.